# Seznam ulic v Moravských Budějovicích
Seznam ulic v Moravských Budějovicích uvádí přehled ulic a veřejných prostranství ve městě Moravské Budějovice v okrese Třebíč.

## Seznam
| Název             | Pojmenováno po                                        | Souřadnice                      | Obrázek | Commons                                 | RÚIAN   | Mapy.cz         |
| ----------------- | ----------------------------------------------------- | ------------------------------- | ------- | --------------------------------------- | ------- | --------------- |
| 1. máje           |                                                       | 49°3′16″ s. š., 15°48′36″ v. d. |         | 1. máje (Moravské Budějovice)           | 601349  | stre&id=134560  |
| Alšova            | Mikoláš Aleš                                          | 49°3′1″ s. š., 15°48′2″ v. d.   |         | Alšova (Moravské Budějovice)            | 601357  | stre&id=134561  |
| Bezručova         | Petr Bezruč                                           | 49°3′36″ s. š., 15°48′21″ v. d. |         | Bezručova (Moravské Budějovice)         | 601365  | stre&id=134562  |
| Blahoslavova      | Jan Blahoslav                                         | 49°2′59″ s. š., 15°48′30″ v. d. |         | Blahoslavova (Moravské Budějovice)      | 601373  | stre&id=134563  |
| Březinova         | Otokar Březina                                        | 49°3′10″ s. š., 15°48′51″ v. d. |         | Březinova (Moravské Budějovice)         | 601381  | stre&id=134564  |
| Bří Čapků         | bratři Čapkové                                        | 49°3′0″ s. š., 15°48′58″ v. d.  |         | Bří Čapků (Moravské Budějovice)         | 601390  | stre&id=134565  |
| Chelčického       | Petr Chelčický                                        | 49°3′25″ s. š., 15°48′51″ v. d. |         | Chelčického (Moravské Budějovice)       | 601527  | stre&id=134578  |
| Ciolkovského      | Konstantin Eduardovič Ciolkovskij                     | 49°3′41″ s. š., 15°48′19″ v. d. |         | Ciolkovského (Moravské Budějovice)      | 601403  | stre&id=134566  |
| Dobrovského       | Josef Dobrovský                                       | 49°3′12″ s. š., 15°48′32″ v. d. |         | Dobrovského (Moravské Budějovice)       | 601420  | stre&id=134568  |
| Dopravní          | doprava                                               | 49°3′15″ s. š., 15°48′1″ v. d.  |         | Dopravní (Moravské Budějovice)          | 601438  | stre&id=134569  |
| Fibichova         | Zdeněk Fibich                                         | 49°2′57″ s. š., 15°48′6″ v. d.  |         | Fibichova (Moravské Budějovice)         | 601446  | stre&id=134570  |
| Fišerova          |                                                       | 49°3′37″ s. š., 15°48′24″ v. d. |         | Fišerova (Moravské Budějovice)          | 601454  | stre&id=134571  |
| Funtíčkova        | Jan Funtíček                                          | 49°3′27″ s. š., 15°48′43″ v. d. |         | Funtíčkova                              | 601462  | stre&id=134572  |
| Fűgnerovo nám.    | Jindřich Fügner                                       | 49°3′ s. š., 15°48′38″ v. d.    |         | Fügnerovo nám. (Moravské Budějovice)    | 601471  | stre&id=134573  |
| Gagarinova        | Jurij Alexejevič Gagarin                              | 49°3′37″ s. š., 15°48′19″ v. d. |         | Gagarinova (Moravské Budějovice)        | 601489  | stre&id=134574  |
| Gymnazijní        | Gymnázium a Střední odborná škola Moravské Budějovice | 49°3′5″ s. š., 15°48′55″ v. d.  |         | Gymnazijní (Moravské Budějovice)        | 601497  | stre&id=134575  |
| Havlíčkova        | Karel Havlíček Borovský                               | 49°3′15″ s. š., 15°48′16″ v. d. |         | Havlíčkova (Moravské Budějovice)        | 601501  | stre&id=134576  |
| Heřmanická        | Heřmanice                                             | 49°3′31″ s. š., 15°48′58″ v. d. |         | Heřmanická (Moravské Budějovice)        | 601918  | stre&id=134617  |
| Hloužkova         |                                                       | 49°2′41″ s. š., 15°48′58″ v. d. |         | Hloužkova                               | 677272  | stre&id=141311  |
| Husova            | Jan Hus                                               | 49°2′55″ s. š., 15°48′33″ v. d. |         | Husova (Moravské Budějovice)            | 601519  | stre&id=134577  |
| Janáčkova         | Leoš Janáček                                          | 49°3′11″ s. š., 15°48′40″ v. d. |         | Janáčkova (Moravské Budějovice)         | 601535  | stre&id=134579  |
| Jaroměřická       | Jaroměřice nad Rokytnou                               | 49°3′21″ s. š., 15°49′21″ v. d. |         | Jaroměřická (Moravské Budějovice)       | 601993  | stre&id=134625  |
| Jechova           |                                                       | 49°2′49″ s. š., 15°48′58″ v. d. |         | Jechova                                 | 602001  | stre&id=134626  |
| Jemnická          | Jemnice                                               | 49°2′43″ s. š., 15°48′ v. d.    |         | Jemnická (Moravské Budějovice)          | 602019  | stre&id=134627  |
| Jiráskova         | Alois Jirásek                                         | 49°3′9″ s. š., 15°48′55″ v. d.  |         | Jiráskova (Moravské Budějovice)         | 601543  | stre&id=134580  |
| K Cihelně         |                                                       | 49°3′45″ s. š., 15°48′30″ v. d. |         | K Cihelně (Moravské Budějovice)         | 602027  | stre&id=134628  |
| K Hoře            |                                                       | 49°3′42″ s. š., 15°48′17″ v. d. |         | K Hoře (Moravské Budějovice)            | 601560  | stre&id=134582  |
| K Háji            |                                                       | 49°3′2″ s. š., 15°47′53″ v. d.  |         | K Háji (Moravské Budějovice)            | 601551  | stre&id=134581  |
| Kollárova         | Ján Kollár                                            | 49°3′ s. š., 15°48′47″ v. d.    |         | Kollárova (Moravské Budějovice)         | 601578  | stre&id=134583  |
| Komenského        | Jan Amos Komenský                                     | 49°2′46″ s. š., 15°48′45″ v. d. |         | Komenského (Moravské Budějovice)        | 601586  | stre&id=134584  |
| Komenského sady   | Jan Amos Komenský                                     | 49°2′56″ s. š., 15°48′22″ v. d. |         | Komenského sady (Moravské Budějovice)   | 601594  | stre&id=134585  |
| Kosmákova         | Václav Kosmák                                         | 49°3′5″ s. š., 15°48′29″ v. d.  |         | Kosmákova (Moravské Budějovice)         | 601608  | stre&id=134586  |
| Kozinova          | Jan Kozina                                            | 49°3′25″ s. š., 15°49′ v. d.    |         | Kozinova (Moravské Budějovice)          | 601616  | stre&id=134587  |
| Lažínská          | Lažínky                                               | 49°2′43″ s. š., 15°49′17″ v. d. |         | Lažínská                                | 2191172 | stre&id=5195595 |
| Lidická           | Lidice                                                | 49°3′25″ s. š., 15°48′41″ v. d. |         | Lidická (Moravské Budějovice)           | 601632  | stre&id=134589  |
| Lázeňská          | lázeňské město                                        | 49°3′15″ s. š., 15°48′42″ v. d. |         | Lázeňská (Moravské Budějovice)          | 601624  | stre&id=134588  |
| Mexická           | Mexiko                                                | 49°3′30″ s. š., 15°48′16″ v. d. |         | Mexická (Moravské Budějovice)           | 601659  | stre&id=134591  |
| Miličova          |                                                       | 49°2′51″ s. š., 15°48′35″ v. d. |         | Miličova (Moravské Budějovice)          | 601667  | stre&id=134592  |
| Mlýnská           |                                                       | 49°2′58″ s. š., 15°47′58″ v. d. |         | Mlýnská (Moravské Budějovice)           | 3334007 | stre&id=5199752 |
| Mojmírova         |                                                       | 49°2′59″ s. š., 15°48′33″ v. d. |         | Mojmírova (Moravské Budějovice)         | 601675  | stre&id=134593  |
| Myslbekova        | Josef Václav Myslbek                                  | 49°2′58″ s. š., 15°49′1″ v. d.  |         | Myslbekova (Moravské Budějovice)        | 601683  | stre&id=134594  |
| Mánesova          | Josef Mánes                                           | 49°2′47″ s. š., 15°48′50″ v. d. |         | Mánesova (Moravské Budějovice)          | 601641  | stre&id=134590  |
| Na Výsluní        |                                                       | 49°2′42″ s. š., 15°48′54″ v. d. |         | Na Výsluní (Moravské Budějovice)        | 677230  | stre&id=141309  |
| Nerudova          | Jan Neruda                                            | 49°3′ s. š., 15°48′16″ v. d.    |         | Nerudova (Moravské Budějovice)          | 601721  | stre&id=134598  |
| Okružní           |                                                       | 49°2′43″ s. š., 15°48′9″ v. d.  |         | Okružní (Moravské Budějovice)           | 796328  | stre&id=153171  |
| Palackého         | František Palacký                                     | 49°3′14″ s. š., 15°48′48″ v. d. |         | Palackého (Moravské Budějovice)         | 601730  | stre&id=134599  |
| Palliardiho       | Jaroslav Palliardi                                    | 49°2′51″ s. š., 15°48′36″ v. d. |         | Palliardiho (Moravské Budějovice)       | 601748  | stre&id=134600  |
| Partyzánská       | partyzán                                              | 49°2′48″ s. š., 15°49′16″ v. d. |         | Partyzánská (Moravské Budějovice)       | 601756  | stre&id=134601  |
| Peroutka          |                                                       | 49°3′5″ s. š., 15°48′15″ v. d.  |         | Peroutka                                | 601764  | stre&id=134602  |
| Pivovarská        | pivovar                                               | 49°3′3″ s. š., 15°48′27″ v. d.  |         | Pivovarská (Moravské Budějovice)        | 601772  | stre&id=134603  |
| Pod Spravedlností |                                                       | 49°2′40″ s. š., 15°49′1″ v. d.  |         | Pod Spravedlností (Moravské Budějovice) | 2204371 | stre&id=5195601 |
| Polní             | pole                                                  | 49°2′50″ s. š., 15°48′27″ v. d. |         | Polní (Moravské Budějovice)             | 601781  | stre&id=134604  |
| Pražská           | Praha                                                 | 49°3′29″ s. š., 15°47′57″ v. d. |         | Pražská (Moravské Budějovice)           | 601799  | stre&id=134605  |
| Purcnerova        | Josef Purcner                                         | 49°3′4″ s. š., 15°48′33″ v. d.  |         | Purcnerova                              | 601802  | stre&id=134606  |
| Sadová            | sad                                                   | 49°2′49″ s. š., 15°48′23″ v. d. |         | Sadová (Moravské Budějovice)            | 601811  | stre&id=134607  |
| Smetanova         | Bedřich Smetana                                       | 49°3′2″ s. š., 15°48′28″ v. d.  |         | Smetanova (Moravské Budějovice)         | 601829  | stre&id=134608  |
| Sokolská          | Sokol                                                 | 49°3′13″ s. š., 15°48′33″ v. d. |         | Sokolská (Moravské Budějovice)          | 601837  | stre&id=134609  |
| Srázná            | kopec                                                 | 49°3′12″ s. š., 15°48′44″ v. d. |         | Srázná (Moravské Budějovice)            | 601845  | stre&id=134610  |
| St. Slavíka       |                                                       | 49°2′48″ s. š., 15°49′8″ v. d.  |         | St. Slavíka                             | 601853  | stre&id=134611  |
| Sušilova          |                                                       | 49°3′27″ s. š., 15°48′57″ v. d. |         | Sušilova (Moravské Budějovice)          | 601861  | stre&id=134612  |
| Tovačovského sady |                                                       | 49°3′12″ s. š., 15°48′28″ v. d. |         | Tovačovského sady                       | 602035  | stre&id=134629  |
| Tyršova           | Miroslav Tyrš                                         | 49°2′58″ s. š., 15°48′52″ v. d. |         | Tyršova (Moravské Budějovice)           | 601900  | stre&id=134616  |
| U Mastníka        |                                                       | 49°3′11″ s. š., 15°49′2″ v. d.  |         | U Mastníka                              | 601926  | stre&id=134618  |
| U Vodojemu        |                                                       | 49°2′57″ s. š., 15°49′7″ v. d.  |         | U Vodojemu (Moravské Budějovice)        | 602043  | stre&id=134630  |
| Urbánkova         |                                                       | 49°2′53″ s. š., 15°48′50″ v. d. |         | Urbánkova (Moravské Budějovice)         | 601934  | stre&id=134619  |
| Veverkova         |                                                       | 49°3′2″ s. š., 15°48′15″ v. d.  |         | Veverkova (Moravské Budějovice)         | 601942  | stre&id=134620  |
| Větrná            | vítr                                                  | 49°2′58″ s. š., 15°48′26″ v. d. |         | Větrná (Moravské Budějovice)            | 601951  | stre&id=134621  |
| Wolkerova         | Jiří Wolker                                           | 49°3′34″ s. š., 15°48′14″ v. d. |         | Wolkerova (Moravské Budějovice)         | 601969  | stre&id=134622  |
| Za Tratí          | železniční trať                                       | 49°2′45″ s. š., 15°48′19″ v. d. |         | Za Tratí (Moravské Budějovice)          | 601977  | stre&id=134623  |
| Zahradní          | zahrada                                               | 49°2′41″ s. š., 15°48′51″ v. d. |         | Zahradní (Moravské Budějovice)          | 677256  | stre&id=141310  |
| Znojemská         | Znojmo                                                | 49°2′43″ s. š., 15°49′9″ v. d.  |         | Znojemská (Moravské Budějovice)         | 602051  | stre&id=134631  |
| nám. Míru         | mír                                                   | 49°3′11″ s. š., 15°48′34″ v. d. |         | Náměstí Míru (Moravské Budějovice)      | 601705  | stre&id=134596  |
| nám. Svobody      | svoboda                                               | 49°3′8″ s. š., 15°48′46″ v. d.  |         | Nám. Svobody (Moravské Budějovice)      | 601713  | stre&id=134597  |
| nám. ČSA          | Československá armáda                                 | 49°3′5″ s. š., 15°48′39″ v. d.  |         | Nám. ČSA (Moravské Budějovice)          | 601691  | stre&id=134595  |
| Čechova           | Svatopluk Čech                                        | 49°2′46″ s. š., 15°48′44″ v. d. |         | Čechova (Moravské Budějovice)           | 601411  | stre&id=134567  |
| Šafaříkova        | Pavel Josef Šafařík                                   | 49°3′5″ s. š., 15°49′5″ v. d.   |         | Šafaříkova (Moravské Budějovice)        | 601870  | stre&id=134613  |
| Šindelářova       |                                                       | 49°2′45″ s. š., 15°48′55″ v. d. |         | Šindelářova                             | 601888  | stre&id=134614  |
| Šustova           |                                                       | 49°3′17″ s. š., 15°48′31″ v. d. |         | Šustova (Moravské Budějovice)           | 601896  | stre&id=134615  |
| Žerotínova        | Žerotínové                                            | 49°2′58″ s. š., 15°48′31″ v. d. |         | Žerotínova (Moravské Budějovice)        | 601985  | stre&id=134624  |